# Убийство Сергея Кирова

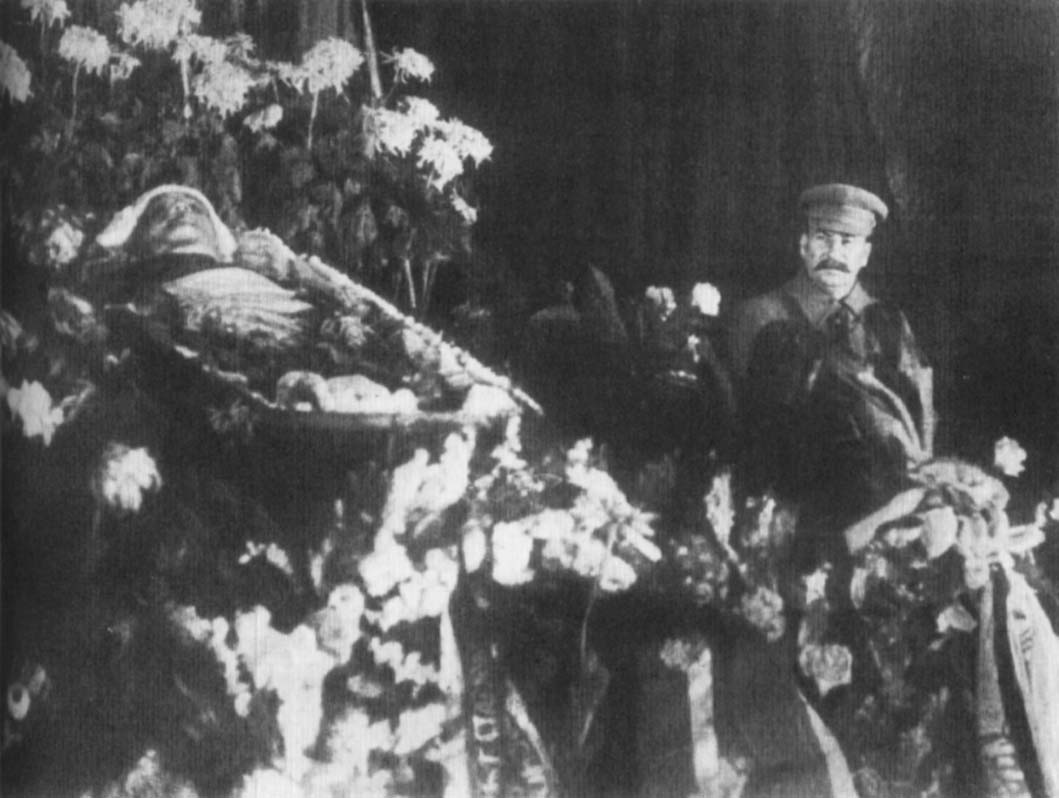
Сталин напротив гроба с С.М.Кировым

Убийство руководителя ленинградской парторганизации, члена Политбюро, Оргбюро и секретаря ЦК ВКП(б) Сергея Мироновича Кирова произошло 1 декабря 1934 года в Смольном. Убийство совершил Леонид Николаев.

## Ход событий

### Убийство
Первую попытку убийства Кирова Николаев планировал совершить 15 октября 1934 года. Он был задержан в этот день охраной возле дома Кирова на Каменноостровском проспекте, но, по предъявлении партийного билета и разрешения на оружие, был отпущен.

Смольный

1 декабря 1934 года около 16 часов 30 минут Николаев подкараулил Кирова возле его кабинета в коридоре на третьем этаже Смольного и выстрелил из револьвера ему в затылок. Убийца попытался покончить жизнь самоубийством, выстрелив в себя, но промахнулся и потерял сознание. Был задержан на месте преступления в шоковом состоянии и доставлен в психиатрическую больницу № 2, где после необходимых процедур пришёл в себя около девяти часов вечера.

Драуле и Николаев

### Следствие, суд и казнь
Против Николаева и его знакомых из НКВД было возбуждено уголовное дело по обвинению в участии в подпольной зиновьевской организации, возглавляемой «ленинградским центром». Руководители НКВД Г. Ягода и его заместители пытались «мягко» саботировать навязывавшуюся им Сталиным версию о причастности к убийству Кирова бывших оппозиционеров — Зиновьева, Каменева и их сторонников. Однако Н. И. Ежов, к неудовольствию чекистов, направил следствие в «нужное» русло. Сам Ежов так вспоминал об этом на февральско-мартовском пленуме 1937 года: 

… Начал т. Сталин, как сейчас помню, вызвал меня и Косарева и говорит: «Ищите убийц среди зиновьевцев». Я должен сказать, что в это не верили чекисты и на всякий случай страховали себя ещё кое-где по другой линии, по линии иностранной, возможно, там что-нибудь выскочит…
28 и 29 декабря 1934 года в Ленинграде выездная сессия Военной коллегии Верховного суда СССР под председательством Василия Ульриха рассмотрела дело Николаева и ещё 13 подсудимых (Антонов, Звездов, Юскин, Соколов, Котолынов, Шатский, Толмазов, Мясников, Ханик, Левин, Соскицкий, Румянцев и Мандельштам). Большинство подсудимых не признало себя виновными. Признательные показания Николаев подтвердил лишь после того, как Ульрих допросил его в отсутствие других подсудимых. В 5 часов 45 минут 29 декабря 1934 года Николаеву и всем остальным осуждённым к смертной казни был оглашён приговор; уже через час они были расстреляны. Согласно рассказу конвоира, услышав приговор, Николаев крикнул: «Обманули!»

### Дальнейшие репрессии
Мильду Драуле, жену Николаева, после убийства Кирова сначала исключили из партии. В том же месяце она была арестована и расстреляна 10 марта 1935 года. Подверглись репрессиям другие родственники и знакомые Николаева: мать, брат, сёстры, двоюродный брат, родственники его жены.

## Версии убийства
Как отмечает историк О. Хлевнюк, Киров был верным соратником Сталина и стал жертвой покушения одиночки Леонида Николаева. Однако при Хрущёве возникла версия, что Киров противостоял Сталину во главе некой оппозиции, по этой причине и был убит по указанию Сталина. Ряд комиссий, изучавших это дело и искавших доказательства заговора, не нашёл подтверждений. В 1961 году Хрущёву передали письмо от конвоира специальной камеры при военной коллегии, в котором утверждалось, что Николаев оговорил остальных обвиняемых в следствии.
Дело насчитывает 45 томов и в настоящее время хранится в центральном архиве ФСБ России. Часть материалов рассекречена.

### Версия об убийстве по личным мотивам
Выдвигалась версия об убийстве Кирова на почве ревности. По Ленинграду ходили слухи, что Киров имел близкие отношения с Мильдой Драуле — женой Николаева. Сергей Миронович пользовался популярностью у женщин, особенно балерин Мариинского театра. Однако Сталин не был заинтересован в данной версии, Мильда Драуле была допрошена и вскоре приговорена к расстрелу.
По словам участвовавшего в расследовании убийства Генриха Люшкова, «Николаев безусловно не принадлежал к группе Зиновьева. Он был ненормальный человек, страдавший манией величия. Он решил погибнуть, чтобы войти в историю героем. Это явствует из его дневника».
Павел Судоплатов в своих мемуарах также указывает на личные мотивы убийства: «Мильда собиралась подать на развод, и ревнивый супруг убил соперника. Это убийство было максимально использовано Сталиным для ликвидации своих противников и развязывания кампании террора. Так называемый заговор троцкистов, жертвой которого якобы пал Киров, с самого начала был сфабрикован самим Сталиным.»
Сын Л. П. Берии Серго отмечал: «Когда убили Кирова, отец работал в Грузии, но позднее рассказывал, что никакого заговора, как писали газеты, не было. Убийца — одиночка. Уже возглавив НКВД, отец, разумеется, возвратился к этой трагической истории и попытался восстановить детали случившегося, но каких-либо документов, позволяющих трактовать смерть Сергея Мироновича иначе, не нашёл».
Дневник Николаева был рассекречен 1 декабря 2009 года. Согласно записям в нём, Николаев решил отомстить Кирову за своё увольнение из Института истории партии, после которого он стал безработным. Сам Николаев сравнивал себя с Андреем Желябовым, который убил Александра II.

### Версия о причастности Сталина

Иосиф Сталин и Андрей Жданов у гроба Сергея Кирова

Н. С. Хрущёв в своих мемуарах утверждал, что убийство Кирова было организовано Сталиным и НКВД СССР. После XX съезда КПСС по инициативе Хрущёва для расследования вопроса была создана Особая комиссия ЦК КПСС во главе с Н. М. Шверником с участием партийного деятеля О. Г. Шатуновской. Материалы комиссии не были опубликованы в период Хрущёва, который заявил Шатуновской, что результаты опубликуют через 15 лет. В. М. Молотов в 1979 году утверждал, что комиссия установила непричастность Сталина к убийству, а Хрущёв отказался опубликовать невыгодные для него материалы. Впоследствии Шатуновская высказывала уверенность, что компрометирующие Сталина документы были изъяты. В своём письме А. Н. Яковлеву от 13 июня 1989 года она перечисляла конкретные виденные ею и пропавшие из дела документы.
В 1990 году в ходе расследования, проводившегося прокурорско-следственной бригадой Прокуратуры СССР, Главной военной прокуратуры и Комитета госбезопасности СССР совместно с работниками Комитета партийного контроля при ЦК КПСС, было дано заключение, что причастности органов НКВД и лично Сталина не обнаружено. В записке Центральной контрольной комиссии КП РСФСР, проверявшей заявление Шатуновской, было указано, что следователи из НКВД «искусственно связали Николаева с бывшими участниками зиновьевской оппозиции Котолыновым, Румянцевым, Толмазовым и другими (всего 13 человек), сфальсифицировали уголовные дела» большой группы граждан, которые впоследствии были расстреляны.
Несмотря на такое решение прокуратуры, в литературе нередко высказываются точки зрения как о причастности Сталина к убийству Кирова (а также, как её вариант, — что Николаев субъективно действовал в одиночку по собственным намерениям, но Сталин узнал о них и позволил убийству совершиться), так и в пользу версии убийцы-одиночки.
Ф. Д. Медведь, на момент убийства Кирова работавший начальником Ленинградского УНКВД, в откровенной беседе со своим близким другом Д. Б. Сорокиным утверждал: «… идейный вдохновитель убийства — Сталин, а исполнители — Ягода и Запорожец». Об этом высказывании Медведя в начале 1960-х годов Сорокин писал в ЦК КПСС.
В своей книге Р. А. Медведев, делая анализ результатов голосования на XVII съезде партии, пишет: «Он (Сталин) почувствовал опасность для своего положения и для своей власти, и эта опасность персонифицировалась для него в лице С. М. Кирова и многих делегатов XVII съезда». Далее Медведев написал, что «в указанных делах каких-либо данных о подготовке в 1928—1934 гг. покушении на Кирова, а также о причастности к этому преступлению органов НКВД и Сталина не содержится».
По утверждению выданной в 1990 году справки работников прокуратуры СССР и КГБ, вся информация Медведева была основана на неподтверждённых слухах. Виктор Балан утверждал, что все улики и свидетели были уничтожены.
Советский и российский историк Вадим Захарович Роговин пишет: «Все исследователи советской истории 30-х годов сходятся на том, что выстрел в Кирова позволил Сталину практически без сопротивления развязать террор в растерянной, остолбеневшей от этого наглого убийства стране. Однако до сего дня сохраняются представления о том, что эта трагедия либо принадлежит к числу нередких в истории тщательно подготовленных политических убийств, которые не раскрываются до конца никогда, либо к тем редким стечениям исторических обстоятельств, которые настолько точно соответствуют интересам определённого лидера, что подозрения в его адрес остаются навсегда».

### Версия о «троцкистско-зиновьевском центре»
Согласно версии, выдвинутой властями, Кирова убили представители «троцкистско-зиновьевского центра» во главе с Л. Б. Каменевым и Г. Е. Зиновьевым. Однако в 1934 ни тот, ни другой не занимали никаких правительственных постов и не могли организовать доступ убийцы к тщательно охраняемому Кирову. В 1934 член ЦК Н. С. Хрущёв написал:

…Николаев получил затем доступ в Смольный, находился на лестничной клетке обкома партии, где работал Киров, там встретил и убил его. Без помощи лиц, обладавших властью, сделать это вообще было невозможно, потому что все подходы к Смольному охранялись, а особенно охранялся подъезд, которым пользовался Киров.
3 марта 1937 года Сталин, выступая на Пленуме ЦК ВКП(б), отмечал: «Злодейское убийство товарища Кирова было первым серьёзным предупреждением, говорящим о том, что враги народа будут двурушничать и, двурушничая, будут маскироваться под большевика, под партийца для того, чтобы втереться в доверие и открыть себе дорогу в наши организации. Судебный процесс „Ленинградского центра“, равно как судебный процесс „Зиновьева — Каменева“, дал новое обоснование урокам, вытекающим из факта злодейского убийства товарища Кирова».

## Политические последствия
Сразу после убийства вышло постановление президиума ЦИК СССР от 1 декабря 1934 года, которым предписывалось дела по обвинению в государственных преступлениях рассматривать в ускоренном порядке, без адвокатов, ходатайства о помиловании не принимать, смертные приговоры приводить в исполнение немедленно после вынесения.
16 декабря Зиновьев и Каменев были арестованы в Москве и спустя месяц получили соответственно десять и пять лет заключения, а 24 августа 1936 года были приговорены к расстрелу «в связи с вновь открывшимися обстоятельствами».
18 января 1935 года Сталин направил членам Политбюро закрытое письмо «Уроки событий, связанных со злодейским убийством тов. Кирова», где говорилось, что преступление было совершено по прямому указанию Зиновьева и Троцкого. Троцкий был убит в Мексике агентом НКВД в 1940 году.

## В кинематографе
- Художественный фильм «Миф о Леониде» (1991)
- Художественный фильм «Великий гражданин» (1938)
- Исторический сериал «Власик. Тень Сталина» (2017)